# 興奮
興奮（こうふん）は、主として精神が高揚すること。昂奮や亢奮とも表記する。
精神医学では、急性アルコール中毒や統合失調症、躁病にみられる多弁、思考の飛躍、焦燥感といったような精神状態を指す。恋愛感情などや、性的なことでも用いられる表現（性的興奮）。
生物学では、生体や器官・臓器、組織が刺激によって反応して、静止状態から活動状態になることをいう。また、細胞レベルでは、刺激によって細胞膜のイオン透過性が変化することによって、電位差が生じ、活動電位が発生した状態を「興奮」と呼ぶ。神経や筋肉は興奮性組織といわれる。